# Glyphyalinia indentata
Glyphyalinia indentata är en snäckart som först beskrevs av Thomas Say 1823.  Glyphyalinia indentata ingår i släktet Glyphyalinia och familjen Zonitidae. Inga underarter finns listade i Catalogue of Life.